# Fiji op de Olympische Zomerspelen 2020
Fiji was een van de deelnemende landen aan de Olympische Zomerspelen 2020 in Tokio, Japan.

## Medailleoverzicht
| Sport | Olympiër(s) | Onderdeel | Medaille |
| ----- | --- | --------- | -------- |
| Rugby | Joshua Vakurunabili Napolioni Bolaca Vilimoni Botitu Waisea Nacuqu Jiuta Wainiqolo Aminiasi Tuimaba Sireli Maqala Semi Radrada Kalione Nasoko Jerry Tuwai Meli Derenalagi Asaeli Tuivuaka | mannen    | Goud     |
| Rugby | Nationaal vrouwenrugbyteam Fiji | vrouwen   | Brons    |

## Atleten
Hieronder volgt een overzicht van de atleten die zich deelnamen aan de Olympische Zomerspelen 2020.
| sport       | Mannen | Vrouwen | totaal |
| ----------- | ------ | ------- | ------ |
| Atletiek    | 1      | 0       | 1      |
| Judo        | 1      | 0       | 1      |
| Rugby       | 12     | 12      | 24     |
| Tafeltennis | 0      | 1       | 1      |
| Zeilen      | 0      | 1       | 1      |
| Zwemmen     | 1      | 1       | 2      |
| totaal      | 15     | 15      | 30     |

## Sporten

### Atletiek
Mannen
Loopnummers
| atleet             | onderdeel | series | series | kwartfinale | kwartfinale | halve finale   | halve finale   | finale         | finale         |
| atleet             | onderdeel | tijd   | rang   | tijd        | rang        | tijd           | rang           | tijd           | rang           |
| ------------------ | --------- | ------ | ------ | ----------- | ----------- | -------------- | -------------- | -------------- | -------------- |
| Banuve Tabakaucoro | 100 m     | 10,59  | 3 Q    | 10,70       | 8           | niet geplaatst | niet geplaatst | niet geplaatst | niet geplaatst |

### Judo
Mannen
| atleet          | onderdeel | eerste ronde         | tweede ronde         | kwartfinale          | halve finale         | herkansing           | finale / BM          | finale / BM    |
| atleet          | onderdeel | tegenstander uitslag | tegenstander uitslag | tegenstander uitslag | tegenstander uitslag | tegenstander uitslag | tegenstander uitslag | rang           |
| --------------- | --------- | -------------------- | -------------------- | -------------------- | -------------------- | -------------------- | -------------------- | -------------- |
| Tevita Takayawa | −100 kg   | Kukolj V 000–010     | niet geplaatst       | niet geplaatst       | niet geplaatst       | niet geplaatst       | niet geplaatst       | niet geplaatst |

### Rugby
Mannen
| Olympiër | Discipline | Resultaat | Prestatie |
| --- | ---------- | --------- | --- |
| Joshua Vakurunabili Napolioni Bolaca Vilimoni Botitu Waisea Nacuqu Jiuta Wainiqolo Aminiasi Tuimaba Sireli Maqala Semi Radrada Kalione Nasoko Jerry Tuwai Meli Derenalagi Asaeli Tuivuaka | mannen     | Goud      | Groepfase Poule B Gewonnen van Canada 28 - 14 Gewonnen van Japan 24-19 Gewonnen van Groot-Brittannië 33-7 Kwartfinale Gewonnen van Australië 19 - 0 Halve finale Gewonnen van Argentinië 26 - 14 Finale Gewonnen van Nieuw-Zeeland 27 - 12 |

Vrouwen
| Olympiër | Discipline | Resultaat | Prestatie |
| --- | ---------- | --------- | --- |
| Rusila Nagasau Viniana Riwai Lavenia Tinai Ana Maria Roqica Raijeli Daveua Roela Radiniyavuni Sesenieli Donu Laisana Likuceva Lavena Cavuru Reapi Ulunisau Vasiti Solikoviti Ana Maria Naimasi Alowesi Nakoci | vrouwen    | Brons     | Groepsfase Poule B Gewonnen van Canada 26 - 12 Verloren van Frankrijk 5 - 12 Gewonnen van Brazilië 41 - 5 Kwartfinale Gewonnen van Australië 14 - 12 Halve finale Verloren van Nieuw-Zeeland 17 - 22 Bronzen finale Groot-Brittannië |

### Tafeltennis
Vrouwen
| atleet          | onderdeel | voorronde                                | eerste ronde         | tweede ronde         | derde ronde          | vierde ronde         | kwartfinale          | halve finale         | finale / BM          | finale / BM    |
| atleet          | onderdeel | tegenstander uitslag                     | tegenstander uitslag | tegenstander uitslag | tegenstander uitslag | tegenstander uitslag | tegenstander uitslag | tegenstander uitslag | tegenstander uitslag | rang           |
| --------------- | --------- | ---------------------------------------- | -------------------- | -------------------- | -------------------- | -------------------- | -------------------- | -------------------- | -------------------- | -------------- |
| Chelsea Edghill | enkelspel | Álvaro Robles V 11-5 4-11 11-3 11-6 11-8 | niet geplaatst       | niet geplaatst       | niet geplaatst       | niet geplaatst       | niet geplaatst       | niet geplaatst       | niet geplaatst       | niet geplaatst |

### Zeilen
Vrouwen
| atleet        | onderdeel    | race | race | race | race | race | race | race | race | race | race | race   | race   | race           | netto punten | eindnotering |
| atleet        | onderdeel    | 1    | 2    | 3    | 4    | 5    | 6    | 7    | 8    | 9    | 10   | 11     | 12     | M              | netto punten | eindnotering |
| ------------- | ------------ | ---- | ---- | ---- | ---- | ---- | ---- | ---- | ---- | ---- | ---- | ------ | ------ | -------------- | ------------ | ------------ |
| Sophia Morgan | Laser Radial | 43   | 40   | 41   | 35   | 42   | 43   | 36   | 41   | 42   | 36   | n.v.t. | n.v.t. | niet geplaatst | 356          | 42           |

### Zwemmen
Mannen
| atleet          | onderdeel        | series  | series | halve finale   | halve finale   | finale         | finale         |
| atleet          | onderdeel        | tijd    | rang   | tijd           | rang           | tijd           | rang           |
| --------------- | ---------------- | ------- | ------ | -------------- | -------------- | -------------- | -------------- |
| Taichi Vakasama | 200 m schoolslag | 2.17,35 | 4      | niet geplaatst | niet geplaatst | niet geplaatst | niet geplaatst |

Mannen
| atleet        | onderdeel       | series | series | halve finale   | halve finale   | finale         | finale         |
| atleet        | onderdeel       | tijd   | rang   | tijd           | rang           | tijd           | rang           |
| ------------- | --------------- | ------ | ------ | -------------- | -------------- | -------------- | -------------- |
| Cheyenne Rova | 50 m vrije slag | 27,11  | 50     | niet geplaatst | niet geplaatst | niet geplaatst | niet geplaatst |